# アンゴラサウルス

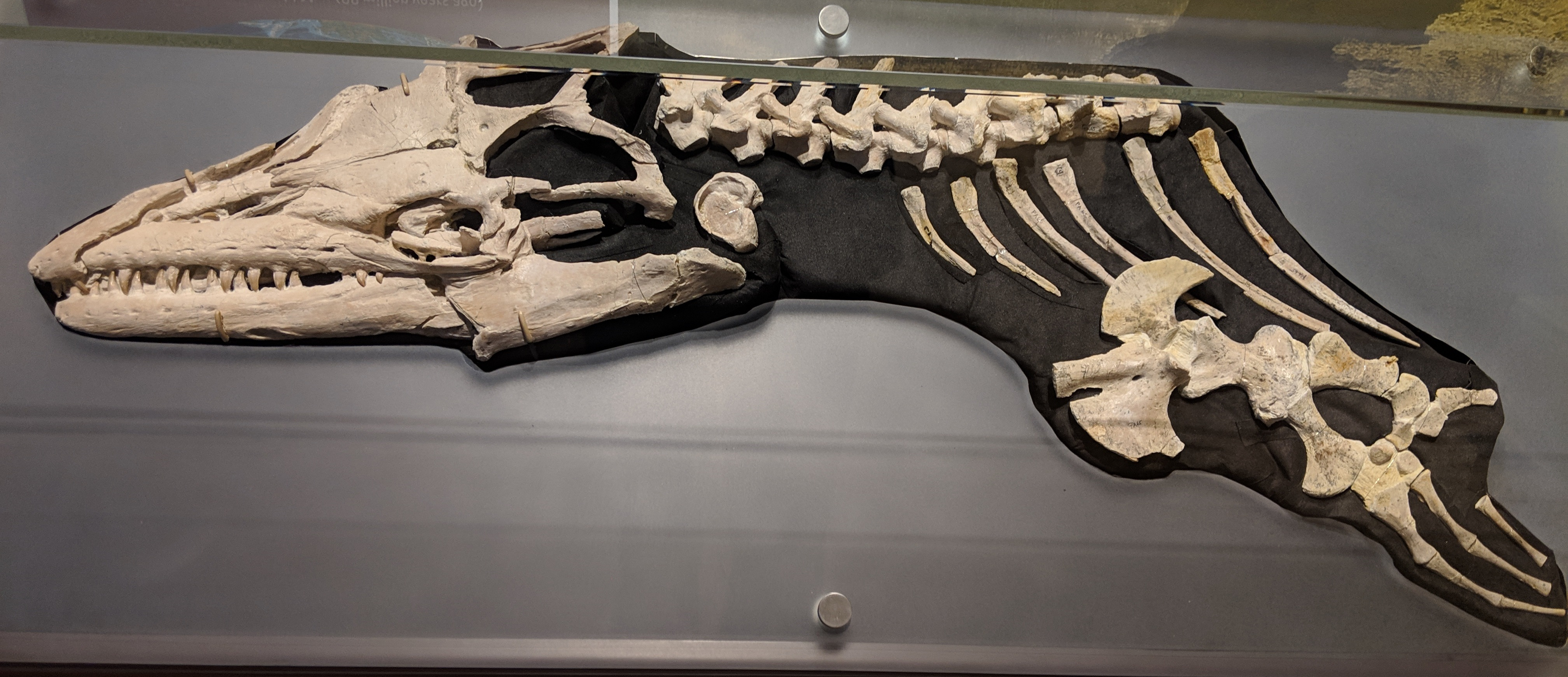
A. bocagei の頭蓋骨などを使った一時的ディスプレイ　米国ワシントンD.C.にある国立自然史博物館。

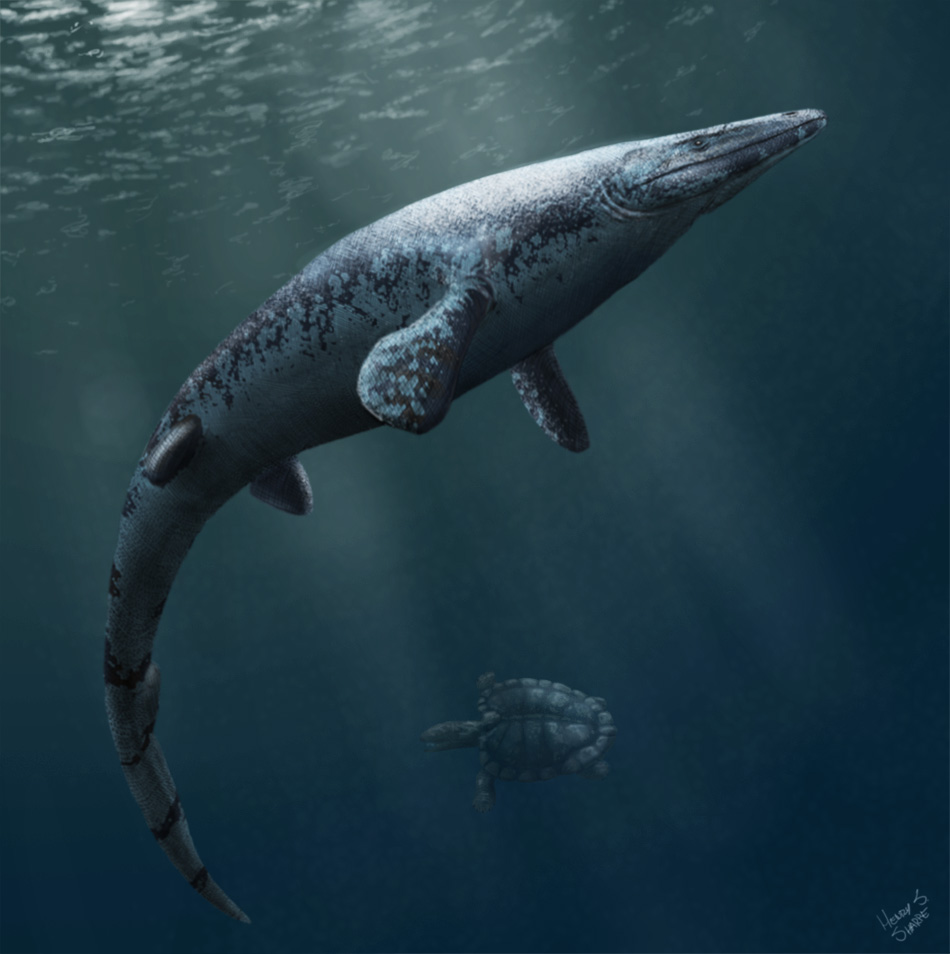
アンゴラサウルスを側面から見た生態復元想像図（2017年作）。付近に同時代のアンゴラケリスがいる。

アンゴラサウルス（学名: Angolasaurus（"アンゴラのトカゲ"の意））は、中生代白亜紀後期（後期白亜紀）のほぼ全期に、大西洋に棲息していたモササウルス科の1属である。目下のところ、bocagei 種（ボカゲイ種）の1種のみが知られている。
本属の確定的な化石はアンゴラのセノマニアン末期にあたる堆積層から発見され、アメリカ合衆国のチューロニアンやニジェールのマーストリヒチアンの堆積層からも可能性のある化石が産出している。かつてはプラテカルプスの種として考えられていたが、後の系統解析でプリオプラテカルプス亜科のセルマサウルスとエクテノサウルスの間に位置付けられ、プリオプラテカルプス亜科内での基盤的位置を維持した。
アンゴラサウルスの地理的分布は広く、唯一大西洋を横断する分布域を持ったチューロニアンのモササウルス科爬虫類である。

## 記載
アンゴラサウルスは小型のモササウルス科爬虫類であり、全長4メートル程度であった。ボディプランの多くは近縁なプラテカルプスと共通するが、わずかに頭骨が全長に対して長い。頭骨には11本の上顎骨の歯と4本の前上顎骨の歯、そして12本の歯骨の歯が並んでいる。アンゴラサウルスの系統関係は、本属の個体が尾ビレと前方に傾いた鼻孔を持ち、流体力学的効率性を高める倒れたウロコが存在した。
後の Bientiaba 産地でもあるアンゴラサウルスが生息した海域で海水温が低下したため、アンゴラサウルスや同海域に生息した他のモササウルス科爬虫類は、背側表面の暗い色のパターンに覆われる面積が拡大して体温調節に一役買っていたという仮説が立てられている。

## 発見の歴史
アンゴラサウルスは1964年に部分的な頭骨と骨格に基づいて Miguel Telles Antunes に初めて命名されたが、1994年にプラテカルプスに再分類された。この位置付けは後に2005年の研究で取り消されプリオプラテカルプス亜科に置かれた。2005年から2009年にかけてのフィールドワークで少なくとも2つのアンゴラサウルスの骨格が発見された。タイプ標本の頭骨と別の新しい1つの頭骨がCTスキャンにかけられ、頭蓋内部の複雑な詳細が明らかになり、プリオプラテカルプス亜科内でのより具体的な位置付けが可能となった。モササウルス科に行われたさらに新しい大規模系統解析では、アンゴラサウルスはラッセロサウルス亜科とティロサウルス亜科およびプリオプラテカルプス亜科を含む分類群の基盤的位置に置かれた。
2007年にはアメリカ合衆国のテキサス州イーグルフォード累層から2個体が産出し、アンゴラサウルス属に属すると記載された。うち1個体には舌骨装置の一部が保存されていた。かつてプラテカルプスに割り当てられていた2本の歯が同論文の要旨でアンゴラサウルスのものとされた。これらの歯はブラジルの Sergipe 盆地から産出し、Angolasaurus bocagei のホロタイプに見られるものと一見識別不能である。この発見により、アンゴラサウルスは大西洋を横断する分布域を持った唯一のチューロニアンのモササウルス科爬虫類となった。

## 古生態学

### アンゴラ
南部アフリカにあるアンゴラでは、ベンゴ州のクワンザ盆地 (Kwanza Basin) にあってコニアシアン階 (89.8 ± 0.3 - 86.3 ± 0.5 Ma) に属するイトンベ層から Angolasaurus bocagei が産出している。ティロサウルス亜科のティロサウルス・イネベーンシス（Tylosaurus iembeensis. かつてはモササウルス科に分類されていた。）や浅海域のウミガメであるアンゴラケリスが同じ海域に生息していた。未同定のハリサウルス亜科と首長竜の化石も同地域から発見されている。陸上動物相には竜脚類のアンゴラティタンがいた。

### ニジェール
ニジェールでは、様々な個体発生段階を示す脊椎がドゥカマジェ層から産出している。仲間のプリオプラテカルプス亜科に属するプラテカルプスやプリオプラテカルプス、ハリサウルス亜科のハリサウルス、モササウルス亜科のモササウルスやゴロニオサウルスおよびイグダマノサウルスと共存していた。

### アメリカ合衆国
アメリカ合衆国では、テキサス州にあるイーグルフォード層群から産出している。イーグルフォード層群から産出した他のチューロニアンの海生爬虫類には、首長竜のポリプチコドンやリボネクテス、キモリアサウルスが含まれ、モササウルス科にはクリダステスがいる。未同定のモササウルス科と首長竜の化石もここから産出されている。

## 論文

### 記載論文
- 情報未確認

### 他の論文
- Lingham-Soliar, 1994
  - Lingham-Soliar, Theagartan (1994). “The mosasaur "Angolasaurus" bocagei (Reptilia: Mosasauridae) from the Turonian of Angola re-interpreted as the earliest member of the genus Platecarpus” (英語). Paläontologische Zeitschrift 68 (1–2). doi:10.1007/bf02989445.
- Jacobs et al., 2006
  - Jacobs, Louis  L.; Mateus, Octávio; Michael J., Michael J.; Schulp, Anne S.; Telles Antunes, Miguel; Morais, Maria Luísa; da Silva Tavares, Tatiana (2006). “THE OCCURRENCE AND GEOLOGICAL SETTING OF CRETACEOUS DINOSAURS, MOSASAURS, PLESIOSAURS, AND TURTLES FROM ANGOLA” (PDF). Paleont. Soc. Korea 22 (1):  91-110.  オリジナルの2017-03-28時点におけるアーカイブ。 2017年3月28日閲覧。.
- Lindgren et al., 2010
  - Lindgren, Johan; Caldwell, Michael W.; Konishi, Takuya; Chiappe, Luis M. (09 August 2010). “Convergent Evolution in Aquatic Tetrapods: Insights from an Exceptional Fossil Mosasaur”. PLOS ONE 5 (8):  e11998. Bibcode: 2010PLoSO...511998L. doi:10.1371/journal.pone.0011998. ISSN 1932-6203. OCLC 909887783. PMC 2918493. PMID 20711249.
- Konishi et Caldwell, 2011
  - Konishi, Takuya; Caldwell, Michaell (2011). “TWO NEW PLIOPLATECARPINE (SQUAMATA, MOSASAURIDAE) GENERA FROM THE UPPER CRETACEOUS OF NORTH AMERICA, AND A GLOBAL PHYLOGENETIC ANALYSIS OF PLIOPLATECARPINES”. Journal of Vertebrate Paleontology 31 (4):  754–783. doi:10.1080/02724634.2011.579023.
- Lindgren et al., 2011
  - Lindgren, Johan; Everhart, Michael J.; Caldwell, Michael W. (16 November 2011). “Three-Dimensionally Preserved Integument Reveals Hydrodynamic Adaptations in the Extinct Marine Lizard Ectenosaurus (Reptilia, Mosasauridae)”. PLOS ONE 6 (11):  e27343. Bibcode: 2011PLoSO...627343L. doi:10.1371/journal.pone.0027343. ISSN 1932-6203. OCLC 909887783. PMC 3217950. PMID 22110629.
- Strganac et al., 2015
  - Strganac, C.; Jacobs, L.L.; Polcyn, M.J.; Ferguson, K.M.; Mateus, O.; Olimpio Gonçalves, A.; Morais, M.-L.; da Silva Tavares, Tatiana (18 February 2015). “Stable oxygen isotope chemostratigraphy and paleotemperature regime of mosasaurs at Bentiaba, Angola” (PDF). Netherlands Journal of Geosciences 94 (1):  137–143. doi:10.1017/njg.2015.1.
- Simões et al., 2017
  - Simões, Tiago R.; Vernygora, Oksana; Paparella, Ilaria; Jimenez-Huidobro, Paulina; Caldwell, Michael W. (03 May 2017). “Mosasauroid phylogeny under multiple phylogenetic methods provides new insights on the evolution of aquatic adaptations in the group”. PLOS ONE 12 (5):  e0176773. Bibcode: 2017PLoSO..1276773S. doi:10.1371/journal.pone.0176773. ISSN 1932-6203. OCLC 909887783. PMC 5415187. PMID 28467456.